# Gareth Barry
Gareth Barry (født 23. februar 1981) er en engelsk tidligere professionel fodboldspiller, som spillede som midtbanespiller. Han holder rekorden for flest kampe i Premier League nogensinde, da han spillede 653 kampe i ligaen over sin karriere.

## Klubkarriere

### Aston Villa
Barry skiftede fra Brighton & Hove Albion til Aston Villa i 1997. Sammen med Michael Standing, blev de to unge spillere købt for £2.5 millioner. Den 2. maj 1998 fik Barry sin debut imod Sheffield Wednesday. Han blev fra 1998-99 sæsonen etableret som en fast man på holdet.
Den 28. oktober 2008, blev Barry den yngste spiller nogensinde til at have spillet 300 Premier League kampe (han var 26 år og 247 dage gammel). Inden ham, var det Frank Lampard som havde rekorden.
I 2009 accepterede Aston Villa et bud på Barry fra Manchester City, eftersom han ønskede at forlade klubben. Han havde spillet 441 kampe og scoret 52 mål for Aston Villa på tværs af alle tuneringer.

### Manchester City
Den 2. juni 2009 skrev Barry under på en 5-årig kontrakt med Manchester City. Han kostede klubben £12 millioner. Barry blev kritiseret en del af Aston Villas fans, for sit skifte. Han fik sin debut i 2009 for klubben, i sæsonens første kamp som endte 2-0 til City imod Blackburn Rovers. Den 20. september 2009 scorede Barry sit første mål, i et opgør imod Manchester United, som Barry og co. endte med at tabe 4-3.
Han var del af Citys trup som vandt Premier League mesterskabet i 2011-12 sæsonen, hvilke var klubbens første mesterskab i 44 år.

### Everton
Barry skiftede i september 2013 til Everton på en lejeaftale. Han spillede den 30. september sin Premier League kamp nummer 500, og blev hermed kun den 10. spiller til at opnå 500+ kampe i ligaen.
Efter sæsonen skiftede han til Everton på en fast aftale, efter at have forladt Manchester City ved kontraktudløb i juli 2014. Den 26. december 2014 modtog han sit 100 gule kort i Premier League, og blev hermed den første person til at opnå 100 gule kort i ligaen nogensinde.
Barry spilede den 17. september 2016 sin kamp nummer 600 i Premier League, og blev hermed kun den tredje spiller til at opnå dette antal efter Frank Lampard og Ryan Giggs.

### West Bromwich Albion
Barry skiftede i august 2017 til West Bromwich Albion. Han spillede den 25. september 2017 sin kamp nummer 633 i Premier League, og slog dermed Ryan Giggs' rekord som spilleren med flest kamp i Premier League nogensinde.
Ved udgangen af 2019-20 sæsonen annoncerede Barry, at han stoppede spillerkarrieren.

## Landsholdskarriere

### Ungdomslandshold
Barry har repræsenteret England på flere ungdomsniveauer.

### Seniorlandshold
Barry debuterede for Englands landshold den 31. maj 2000. Han var del af Englands trupper til EM 2000 og VM 2010.

## Privat
Barry blev i 2007 gift med Louise. De har sammen en datter og en søn, Oscar og Freya.

## Titler
Manchester City
- Premier League: 1 (2011-12)
- FA Cup: 1 (2010-11)

Individuelle
- Everton Sæsonens spiller: 1 (2015-16)